# Флорънс енд дъ Мъшийн
„Фло̀рънс енд дъ Мъшѝйн“ (на английски: Florence and the Machine, стилизирано Florence + The Machine) е английска инди рок група, състояща се от главната вокалистка Флорънс Уелч, Исабела Съмърс – Мъшийн и разнообразен подкрепящ състав. Групата среща подкрепата на музикалната медия, главно Би Би Си, преди да навлезе в мейнстрийма. Особена заслуга за придвижването на групата напред в музикалните среди има Би Би Си, които я промотират като част от „Би Би Си Интродюсин“.
Дебютният албум на групата – Lungs – излиза на 6 юли 2009 година и 5 седмици задържа позиция № 2 в Британската музикална класация. На 17 януари 2010 година достига първа позиция, след като присъства в класацията в продължение на 28 седмици. Втората студийна продукция на групата, Ceremonials, излиза през октомври 2011 година и дебютира под номер едно във Великобритания и номер 6 – в САЩ. Третият албум на групата, How Big, How Blue, How Beautiful, е издаден на 2 юни 2015 г. Той дебютира под номер 1 в Билборд 200 в САЩ – първият им албум, постигнал такъв успех.
Музиката на „Флорънс енд дъ Мъшийн“ е определяна като комбинация от различни жанрове, включително рок и соул. Lungs печели наградата на Мастър Кард „Британски албум“ на Наградите „Брит“ през 2010 година. На 53-тите награди „Грами“ „Флорънс енд дъ Мъшийн“ получават номинация за „Най-добър нов изпълнител“. Групата свири на Музикалните видео награди на Ем Ти Ви през 2010 г., както и на Концерта за Нобеловите награди за мир през 2010 година.

## Стил и влияния
Флорънс Уелч е сравнявана с певици като Кейт Буш, Сиукси Сиукс, Пи Джей Харви и Бьорк. В едно от интервютата си Уелч цитира Грейс Слик като фактор в музикалното си развитие и „герой“. Стилът на групата е описван като „мрачен, силен и романтичен“. Музиката им е микс от „класически соул и среднощен английски арт рок по високите полета“. Уелч заявява, че текстовете ѝ са свързани с ренесансовите творци: „Занимаваме се със същите неща като тях: любовта и смъртта, времето и болката, рая и ада.“ През 2008 г. Уелч започва връзка с литературния редактор Стюарт Хемонд. Временната им раздяла вдъхновява голяма част от албума Lungs. През 2011 г. двойката обявява, че се разделят по общо съгласие поради различия в кариерните търсения. Това дава материал за голяма част от втория албум на „Флорънс енд дъ Мъшийн“.